# Итальянское географическое общество
Итальянское географическое общество (итал. Società geografica italiana) — итальянское научное общество, государственная некоммерческая организация.
Основано в 1867 году во Флоренции, в 1872 году переехало в Рим. C 1924 года находится в Вилле Челимонтана, район Челио.
В первые десятилетия существования Итальянское географическое общество занималось исследованиями, помимо территорий Италии, территорий других регионов — Восточной Африки, островов Юго-Восточной Азии, Южной Америки.
Сообщество обладает большой библиотекой, содержащей 400 тысяч книг, в том числе античные тексты и ценные издания. Также имеется коллекция старинных карт, таких как мореходная карта Альбино де Канепы (итал. Albino de Canepa) 1480 года, и коллекция из 120 тысяч фотографий.

## Издания
С 1868 года издаёт «Вестник Итальянского географического общества» (итал. Bollettino della Società geografica italiana, старейшее в Италии географическое издание. Выходит раз в три месяца.
С 2003 года издаёт «Ежегодный отчёт Итальянского географического общества» (итал. Rapporto annuale della Società geografica italiana), которые представляет Парламенту Италии. Каждый отчёт посвящён одной теме, такой как миграция или транспорт Италии.

## Президенты
- 1867—1872 Христофоро Негри
- 1873—1879 Чезаре Корренти
- 1879—1887 Онорато Каетани ди Сермонета[итал.]
- 1887—1891 Франческо Нобили Вителлески[итал.]
- 1891—1900 Джакомо Дориа
- 1900—1906 Джузеппе Далла Ведова[итал.]
- 1906—1906 Антонино ди Сан-Джулиано
- 1907—1915 Раффаеле Каппелли[итал.]
- 1916—1921 Сципионе Боргезе[итал.]
- 1921—1923 Паоло Таон ди Ревель
- 1923—1926 Луиджи Федерцони
- 1926—1928 Пьетро Ланца ди Скалеа[итал.]
- 1928—1932 Никола Ваккели[итал.]
- 1933—1944 Коррадо Золи[итал.]
- 1944—1945 Роберто Альмаджа[итал.]
- 1945—1955 Орадзио Торальдо ди Франча[итал.]
- 1955—1961 Джованни Воага[итал.]
- 1962—1969 Риккардо Риккарди[итал.]
- 1969—1971 Фердинандо Грибауди[вд]
- 1971—1977 Карло Делла Валле[итал.]
- 1978—1987 Эрнесто Масси[итал.]
- 1987—1997 Гаэтано Ферро[вд]
- 1997—2013 Франко Сальватори[итал.]
- 2013—2015 Серджо Конти (итал. Sergio Conti)
- 2015—2019 Филиппо Бенкардино[итал.]
- 2019-н. в. Клаудио Черрети (итал. Claudio Cerreti)